# Karl Kautsky
Karl Johann Kautsky (Praga, 16 ottobre 1854 – Amsterdam, 17 ottobre 1938) è stato un filosofo, politologo, economista e politico austriaco, esponente della filosofia marxista e tra i più importanti teorici del marxismo ortodosso, oltreché il suo maggior rappresentante a seguito della morte di Friedrich Engels. Fu inoltre l'editore del quarto volume del magnum opus di Karl Marx, Il Capitale.

## Biografia

### La formazione
Karl Kautsky nacque a Praga, allora importante città dell'Impero austriaco, il 16 ottobre 1854. Il padre era un pittore di etnia ceca, mentre la madre era un'attrice e scrittrice austriaca. Nel 1863 la famiglia si trasferì a Vienna. Il giovane Kautsky frequentò il ginnasio dell'abbazia di Melk e l'Akademisches Gymnasium di Vienna.
Nel 1871 la Comune di Parigi lo determinò verso l'internazionalismo. L'altra sua passione giovanile fu il darwinismo. All'Università di Vienna studiò sia la storia che la filosofia.
Nel 1875 aderì ai primi movimenti socialisti austriaci, ma al loro interno non trovò un proprio spazio. Perciò si trasferì a Zurigo dove divenne amico di Eduard Bernstein, che era già redattore di Der Sozialdemokrat. Questa pubblicazione era l'organo della gioventù socialdemocratica tedesca e, a causa delle leggi antisocialiste, veniva stampata in Svizzera e introdotta clandestinamente in Germania.
Nel 1881 il giovane socialdemocratico si recò a Londra in visita a Marx ed Engels. Successivamente, fra il 1885 e il 1890, fu anche il segretario di Engels.
Già nei suoi primi scritti del 1881 Kautsky esponeva quelli che rimarranno punti fermi del suo pensiero: l'oppressione non produce rivoluzioni, ma rivolte; la rivoluzione avviene solo quando un sistema è ormai reso instabile dalle proprie contraddizioni interne. E aggiungeva che in queste circostanze la rivoluzione la fa il popolo, non singoli gruppi o partiti.
Con tutto ciò Kautsky era convinto che non bisognasse aspettare molto perché si verificasse la rivoluzione, dal momento che il capitalismo non riusciva ad uscire dalla crisi del 1873. Anche le riforme introdotte da Bismarck ed ispirate al "socialismo di stato" di Ferdinand Lassalle, come le assicurazioni contro gli infortuni e la nazionalizzazione delle ferrovie, secondo Kautsky potevano solo ritardare la caduta del capitalismo ma non evitarla.

### Guida della socialdemocrazia
Nel 1883 Kautsky divenne il direttore della Neue Zeit, la rivista teorica della SPD. Questo sancì il ruolo di Kautsky come erede di Marx e di Engels nella guida del socialismo tedesco e, grazie all'egemonia che l'SPD possedeva all'interno della Seconda Internazionale, dell'intero socialismo europeo. L'influenza di Kautsky sul socialismo mondiale si consolidò definitivamente in seguito alla morte di Engels nel 1895.
Dopo l'abolizione delle leggi antisocialiste la SPD si diede un nuovo programma, il programma di Erfurt. La prima parte del testo, quella più teorica, era stata redatta proprio da Kautsky, mentre quella pratica sui fini del partito era stata scritta da Eduard Bernstein. Nel programma di Erfurt Kautsky ribadiva l'ineluttabilità della rivoluzione socialista, in quanto il capitalismo inaspriva sempre più i conflitti sociali e perciò creava esso stesso le condizioni per la propria fine. Mentre il socialismo per Kautsky era la soluzione delle contraddizioni create dal capitalismo.
Il Programma di Erfurt esprimeva la dialettica presente all'interno dell'SPD (ed in generale di tutti i movimenti socialisti del primo novecento) tra socialismo rivoluzionario e socialismo riformista. Nel testo non si metteva in discussione l'analisi della società fatta da Marx, in particolare riguardo all'imminente crollo della società borghese e alla necessità di giungere ad una società senza classi attraverso la rivoluzione. Questo si costituiva come scopo ultimo e programma massimo (da cui il termine massimalismo). Al tempo stesso però nel documento sono presenti gli scopi immediati della lotta operaia: la riduzione dell'orario di lavoro, il suffragio universale, la parità tra uomo e donna, la sostituzione delle imposte dirette con imposte indirette a carattere progressivo, l'istruzione pubblica ed una legislazione sociale. Questo era il programma minimo (da cui il termine minimalismo).
Nel saggio del 1893 Der Parlamentarismus, die Volksgesetzgebung und die Sozialdemokratie ("Il parlamentarismo, la legislazione popolare e la socialdemocrazia") Kautsky approfondiva il tema dei metodi da utilizzare, per affermare che la lotta politica durante il regime borghese e la successiva presa del potere da parte dei socialisti sarebbero avvenute con mezzi democratici e parlamentari. E nell'articolo del 1894 Ein sozialdemokratischer Katechismus ("Un catechismo socialdemocratico") precisava che i socialisti dovevano evitare la violenza e la cospirazione, lasciando semmai ai loro avversari di ricorrere alla violenza per disperazione. La prospettiva di Kautsky era perciò quella di una rivoluzione parlamentare.

### La polemica contro il revisionismo
Nell'ultimo decennio dell'Ottocento Kautsky fu coinvolto nelle polemiche contro il socialismo di stato (Staatsozialismus) di Georg von Vollmar e contro il revisionismo di Bernstein. Le polemiche nascevano dal rapporto da tenere con le classi sociali che non erano né borghesi né proletarie: gli intellettuali, i piccoli borghesi, i coltivatori diretti. Se i socialisti si fossero alleati con queste classi e con i borghesi più liberali, avrebbero potuto far approvare delle riforme sociali. In proposito Kautsky sottolineava che con queste classi erano possibili alleanze tattiche ma che bisognava sempre tenere presente che i loro interessi di classe non coincidevano con quelli degli operai: infatti le classi medie erano riformiste, mentre il proletariato era rivoluzionario. Per questo Kautsky contrastava chi voleva mettere la SPD al servizio del "riformismo piccolo-borghese".
Il testo più significativo di queste polemiche è Die Agrarfrage ("La questione agraria") del 1899, che Lenin definì "l'avvenimento più notevole della recente letteratura economica".
Bernstein, tuttavia, poneva un problema più radicale. Egli verificava che a partire dal 1895 il capitalismo aveva superato la crisi ed era tutt'altro che moribondo. Al contrario, era in espansione e perciò aveva bisogno di operai: questa situazione aveva rafforzato il sindacato, che era riuscito ad ottenere condizioni migliori per i lavoratori. Bernstein escludeva perciò che ci si dovesse aspettare il crollo del capitalismo, e invece riteneva che ci si dovesse impegnare in una prospettiva di tipo riformista. Nel formulare questa teoria, era consapevole che da un punto di vista marxista questa poteva apparire una deviazione, ma riteneva che se il marxismo era la "scienza dello sviluppo storico oggettivo" doveva confrontarsi con la mutata realtà sociale.
Kautsky non modificò la propria impostazione e con il libro Bernstein und das sozialdemokratische Programm del 1899 rispose a Bernstein che il miglioramento delle condizioni era illusorio, perché ciò che contava non era il tenore di vita ma il potere. E Kautsky evidenziava come in realtà il dominio del grande capitale fosse in aumento non solo nei confronti dei lavoratori, ma anche dei piccoli industriali, dei piccoli azionisti delle grandi imprese, degli agricoltori. In conclusione ribadiva la prospettiva rivoluzionaria della socialdemocrazia e si opponeva alla trasformazione della SPD in partito democratico interclassista (e perciò riformista).
Il saggio più organico scritto nel 1902 al termine della polemica con i revisionisti e compendiandone i temi fu Die soziale Revolution.
Un ulteriore aspetto della polemica era costituito dal conflitto fra il Partito e il Sindacato, infatti i sindacati socialdemocratici si erano venuti rafforzando e organizzando. In proposito i "rivoluzionari" ritenevano che il sindacato dovesse essere subordinato al partito, mentre i revisionisti ne difendevano l'indipendenza e la cosiddetta "neutralità" rispetto alle ideologie. Kautsky biasimava il fatto che i sindacati perseguissero gli interessi professionali rispetto a quelli di classe e in questo modo si facessero asservire dalla borghesia. Ribadiva perciò la necessità della collaborazione fra partito e sindacato in vista della rivoluzione.
Dopo alterne vicende al Congresso di Mannheim del 1906 il Partito dovette di fatto capitolare davanti al Sindacato.

### Le "lezioni di Mosca"
Già in un articolo del 1904 Kautsky aveva affermato che la Russia era il paese europeo più vicino alla rivoluzione, perché l'autocrazia zarista era priva di futuro, la borghesia debole e immatura, e invece il proletariato consapevole ed organizzato. E inoltre la guerra russo-giapponese poteva far precipitare gli eventi. Più difficile era invece prevedere che tipo di rivoluzione avrebbe potuto realizzarsi: Kautsky escludeva una rivoluzione socialista a causa dell'arretratezza del paese, ma propendeva per una rivoluzione democratica fatta dal proletariato anziché dalla borghesia.
Quando nell'anno successivo ebbe effettivamente luogo la Rivoluzione russa del 1905 alcuni dirigenti della SPD, a partire da Rosa Luxemburg, ritennero che il modello russo fosse "esportabile" in Occidente.
In alcuni articoli dello stesso anno Kautsky riconosceva che la rivoluzione russa avrebbe aperto un'epoca di rivoluzioni. Tuttavia individuava come cause del successo di quella rivoluzione la mancanza di una classe borghese in Russia unita alla necessità storica della rivoluzione in quel paese: perciò solo il proletariato aveva potuto assolvere quel compito. Tuttavia Kautsky si rendeva conto di quanto fosse contraddittorio e perciò instabile un regime "borghese" sostenuto dal proletariato e perciò prevedeva che in Russia si sarebbe avuta una "rivoluzione permanente".
Queste tesi furono approfondite nel saggio del 1906 Triebkräfte und Aussichten der russischen Revolution ("Forze motrici e prospettive della rivoluzione russa"), lodato anche da Lenin. Un tema importante di questo testo era quello del rapporto fra operai e contadini. Kautsky ripeteva che quella russa non poteva essere una rivoluzione borghese, visto che non l'aveva promossa la borghesia, e d'altra parte nemmeno socialista. Perciò il proletariato industriale doveva trovare un alleato per far vincere la rivoluzione, e lo individuava nella classe contadina. Raccomandava perciò ai socialdemocratici, per guadagnarsi l'alleanza dei contadini, di non toccare la proprietà privata contadina.
L'altro tema importante affrontato nel saggio era quello del ricorso alla violenza. In proposito Kautsky modificò le opinioni (proprie e della tradizione engelsiana) avendo visto il successo dell'insurrezione armata di Mosca contro l'esercito. Si chiese perciò se il ricorso alla lotta armata potesse essere contemplato anche in Occidente: questa era secondo lui la "lezione di Mosca".

### La polemica con Rosa Luxemburg

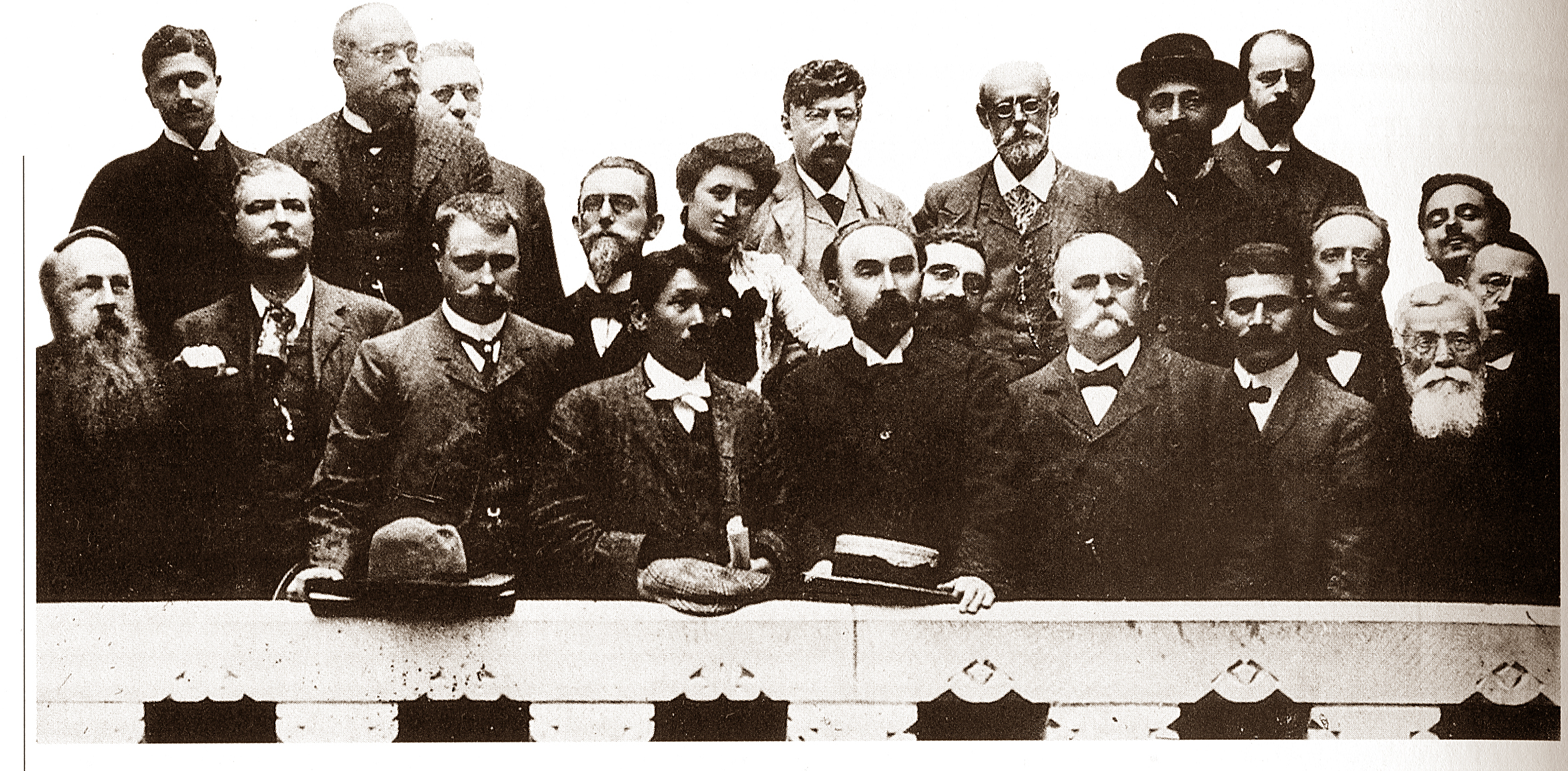
Kautsky e la Luxemburg fra i delegati al Congresso di Amsterdam della II Internazionale

Nel 1910 si ebbero nel Regno di Prussia imponenti manifestazioni di protesta contro la legge elettorale prussiana, che assegnava i seggi in parti uguali alle tre classi censitarie.
Rosa Luxemburg vide in questi moti la possibilità che in Germania accadesse qualcosa di simile a quello che era avvenuto in Russia cinque anni prima. La rivoluzionaria polacca già dal 1905 riteneva la rivolta russa il primo esempio su larga scala dello sciopero politico di massa, e sosteneva che dovesse servire da modello nei paesi dell'Europa Occidentale. Perciò era convinta che la Germania fosse matura per la rivoluzione.
Kautsky, invece, faceva una diagnosi più realistica: osservava che se la rivoluzione era fallita in Russia dove la classe dirigente era debole; ancor minori prospettive poteva avere in Germania dove i ceti dominanti, burocrati e borghesi, erano molto solidi.
Le ragioni della crisi fra i due maggiori esponenti della sinistra socialista erano tuttavia più profonde. La Luxemburg criticava l'idea del marxismo ortodosso secondo cui prima si educa il popolo e poi si fa la rivoluzione: riteneva invece che l'organizzazione si sviluppasse nel momento stesso in cui si lottava. E conseguentemente vedeva il conflitto in termini netti: o annientare o essere annientati.
A questa posizione Kautsky rispose utilizzando una distinzione presa dalla strategia militare, quella fra guerra di logoramento e guerra di annientamento. La strategia proposta dalla Luxemburg, quella dell'annientamento, era l'unica possibile in Russia dove il proletariato era oppresso. Invece in Europa occidentale, dove gli operai avevano il diritto di voto e le libertà di opinione, espressione e associazione, era più adatta la strategia di logoramento. Kautsky precisava che quella del logoramento non era la strategia dei revisionisti: infatti il logoramento serviva comunque a sconfiggere l'avversario, mentre i revisionisti tendevano a trovare un accordo con la borghesia.
L'esito di questa polemica fu quello che, in seno al movimento socialista, viene chiamato il "centrismo kautskiano", in quanto ormai la posizione di Kaustky si staccava sia dalla "destra" revisionista, sia dalla "sinistra" radicale.

### L'"ultraimperialismo"
Modificando le sue certezze giovanili, nel primo Novecento Kautsky si rese conto che il capitalismo era solido. Inoltre esso si era trasformato in imperialismo, in quanto in un sistema fondato sulla concorrenza, anche i rapporti fra gli stati non potevano non essere conflittuali..
Sull'argomento Kautsky svolse tuttavia delle riflessioni che già nel 1910 lo portarono a conclusioni ulteriori e innovative, e che furono esposte in modo definitivo nel saggio Der Imperialismus del settembre 1914. In questo libro affermava che l'imperialismo non era necessariamente la "fase finale del capitalismo" (per usare l'espressione di Lenin). Kautsky formulava infatti l'ipotesi che dopo la fase imperialistica ci sarebbe stata una fase capitalistica fondata sull'intesa fra i gruppi e gli stati capitalistici. A questa fase ulteriore dava il nome di "ultraimperialismo".
A queste conclusioni Kautsky era arrivato esaminando l'effetto del riarmo e delle guerre sulle industrie: quelle militari erano favorite, ma le altre erano sfavorite e perciò contrarie alle guerre. All'interno di questa analisi prevedeva anche che il capitale finanziario avrebbe preso il sopravvento su quello industriale e riteneva il capitale finanziario "la forma più brutale e violenta del capitale".
Per giustificare l'"ultraimperialismo", ovvero una sorta di cartello mondiale dei capitalisti uniti dal motto "Capitalisti di tutto il mondo unitevi!", Kautsky esaminava il fine che si proponevano i capitalisti: ognuno di essi cercava in effetti di imporre il proprio monopolio come esito della propria vittoria nella concorrenza. Quando, però, i concorrenti rimanevano pochi e forti, essi preferivano non combattersi più e trovavano un accordo nella forma del cartello o del trust. Questa tendenza che si verificava fra imprese capitalistiche, si poteva ipotizzare che si realizzasse anche fra stati capitalistici.
Kautsky sperava che l'avvento dell'ultraimperialismo avrebbe evitato lo scoppio di una guerra mondiale che si sentiva imminente.

### Lo scoppio della prima guerra mondiale
Nel 1907 Kautsky aveva dedicato l'opuscolo Patriotismus und Sozialdemokratie al problema di quale atteggiamento dovesse assumere la Socialdemocrazia di fronte ad una sempre più probabile guerra. In questo libro aveva sostenuto che i socialisti avrebbero dovuto sempre opporsi al militarismo del proprio paese.
Tuttavia, di fronte allo scoppio della prima guerra mondiale la sua posizione mutò: non voleva che la SPD fosse accusata di essere antipatriottica e perciò subisse restrizioni o repressioni, ma d'altro canto non voleva che si compromettesse in una accettazione acritica della politica imperiale.
Di qui la posizione che assunse alla riunione del 3 agosto 1914, in cui si doveva decidere la posizione che avrebbero preso all'indomani i deputati socialdemocratici in parlamento nella votazione sui "crediti di guerra" cioè l'emissione di titoli di debito pubblico per finanziare le spese militari. Kautsky, che non era deputato ed era stato invitato per la sua autorevolezza, propose che i deputati socialdemocratici si astenessero: ma la sua proposta fu respinta da tutti, essendo il gruppo parlamentare diviso fra chi voleva votare i crediti di guerra e chi voleva opporsi. Allora Kautsky consigliò di subordinare il voto favorevole in parlamento a delle assicurazioni circa il tipo di guerra che si sarebbe fatta: difensiva e non offensiva.
Tuttavia il giorno del voto il cancelliere Bethmann Hollweg fece cancellare dalla dichiarazione che sarebbe stata letta in aula il riferimento alla guerra difensiva e perciò il voto socialdemocratico divenne una supina accettazione dell'imperialismo guglielmino. E Kautsky sarebbe stato accusato di essere stato favorevole all'entrata in guerra.
Negli articoli dei giorni successivi Kautsky elaborò una previsione di quelli che sarebbero stati gli effetti della guerra: innanzitutto la decadenza dell'Europa e l'affermazione degli Stati Uniti, che sarebbero stati i veri vincitori della Guerra e sarebbero diventati la guida del mondo capitalistico: in particolare gli stati sconfitti sarebbe diventati dipendenti dal capitale americano; altra conseguenza sarebbe stata la rivoluzione in Russia e la fine dell'impero zarista; terza conseguenza sarebbe stato l'intensificarsi delle lotte anticoloniali.

### La nascita dell'USPD
La scelta di Liebknecht di votare contro una nuova tranche di crediti di guerra il 2 dicembre 1914 aveva incrinato l'unità della SPD. Il 19 giugno 1915 anche Kautsky, Bernstein e Hugo Haase pubblicarono un manifesto in cui denunciavano le intenzioni imperialistiche dei capitalisti tedeschi (annessioni territoriali in Belgio, Francia e colonie, riparazioni di guerra).
Intanto, le condizioni di vita della gente peggioravano a causa dello stato di guerra; di conseguenza scoppiavano scioperi e manifestazioni. I socialdemocratici "collaborazionisti" condannavano queste manifestazioni, mentre gli spartachisti vi partecipavano e venivano anche arrestati. Kautsky condivideva le ragioni delle proteste, ne osservava il dilagare e nello stesso tempo vedeva aumentare anche il controllo della polizia sul popolo. Perciò si illudeva che gli antimilitaristi stessero per diventare maggioranza nel partito ed in proposito da un lato voleva evitare che la protesta fosse monopolizzata dallo Spartakusbund e dall'altro che però il Partito si spaccasse.
Nel 1917 gli eventi precipitarono quando la SPD arrivò ad espellere alcuni gruppi di sinistra. In questa situazione Kautsky cercò di far cadere la responsabilità di un'eventuale scissione sui "collaborazionisti", insinuando innanzitutto che essi non fossero più la maggioranza nel partito e cercando comunque di conservare l'unità del partito. Alla conferenza di Gotha dell'opposizione del partito, infatti, Kautsky votò contro la scissione: poiché però vinsero gli scissionisti, fu costituita la USPD, il Partito Socialdemocratico Indipendente di Germania. E Kautsky ne fece parte. Conseguentemente perse il posto di direttore della Neue Zeit.

### La Rivoluzione d'ottobre e la polemica con Lenin
Kautsky vide con favore la Rivoluzione russa di febbraio per motivi simili a quelli per cui aveva salutato la Rivoluzione del 1905. Riguardo alla situazione russa, riteneva che le priorità del nuovo governo rivoluzionario dovessero essere due: la firma della pace con la Germania e l'elezione di un'Assemblea costituente.
Quando i bolscevichi presero il potere nell'ottobre/novembre 1917 il giudizio di Kautsky non fu negativo: i bolscevichi promettevano di realizzare proprio i due obiettivi da lui indicati, che invece il governo provvisorio in otto mesi non aveva neanche cercato di attuare.
Fu lo scioglimento dell'assemblea costituente da parte del Soviet nel gennaio del 1918 a far cambiare parere a Kautsky circa la rivoluzione bolscevica.
Da quel momento il teorico della socialdemocrazia si concentrò sulla polemica contro il bolscevismo e in questo senso scrisse molti libri:  Demokratie oder Diktatur ("Democrazia o dittatura") e Die Diktatur des Proletariats ("La dittatura del proletariato") nel 1918; Terrorismus und Kommunismus. Ein Beitrag zur Naturgeschichte der Revolution ("Terrorismo e comunismo: un contributo alla storia naturale della rivoluzione") del 1919; Die Internationale ("L'Internazionale") del 1920; Von der Demokratie zur Staatssklaverei. Eine Auseinandersetzung mit Trotzki ("Dalla democrazia alla schiavitù di stato: un dibattito con Trockij") del 1921;
Die proletarische Revolution und ihr Programm ("La rivoluzione proletaria e il suo programma") 1922; Die Internationale und Sowjetrussland ("L'Internazionale e la Russia sovietica") del 1925; Der Bolschewismus in der Sackgasse ("Il bolscevismo in un vicolo cieco") del 1930.

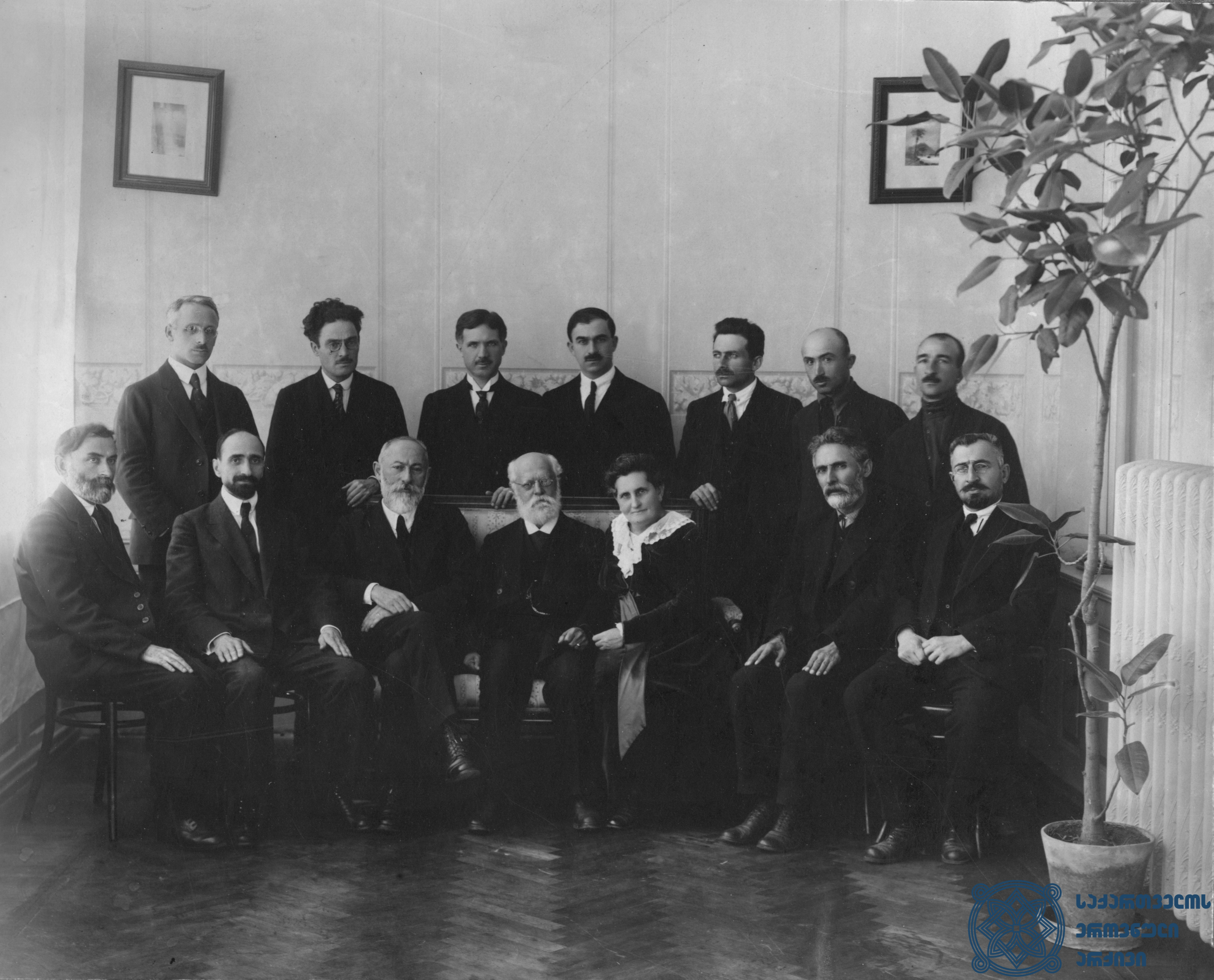
Kautsky in visita nella Repubblica menscevica di Georgia nel 1920

Alle accuse di Kautsky risposero i due massimi teorici bolscevichi: Lenin scrisse L'Imperialismo, fase suprema del capitalismo nel 1916 e La rivoluzione proletaria e il rinnegato Kautsky nel 1918, mentre Trockij scrisse Terrorismo e comunismo nel 1920.
L'accusa rivolta a Kautsky di essere un "rinnegato" era necessaria a Lenin, in quanto aveva sempre lodato Kautsky, nella polemica contro i revisionisti e non solo, e perciò era imbarazzante per lui essere ora in totale contrapposizione con colui che aveva definito "il capo dei rivoluzionari": l'unica via di uscita era quella di accusare Kautsky stesso di aver completamente cambiato idee e di aver rinnegato il marxismo.
L'accusa di abiura mossa a Kautsky era peraltro infondata: se è vero che le sue idee si erano leggermente modificate nel tempo, è ancor più vero che in nessuna fase del suo pensiero avrebbe approvato il regime instaurato dai bolscevichi ed anzi aveva già elaborato la sua concezione "parlamentare" e "democratica" del marxismo quando Lenin lo considerava "maestro del marxismo".
Nell'opuscolo La dittatura del proletariato, Kautsky rimproverò a Lenin di aver tentato una rivoluzione proletaria in un paese sottosviluppato (contrariamente alle previsioni di Marx). Inoltre accuserà il potere bolscevico di essere una dittatura più blanquista che marxista.
Il tema centrale della polemica era il concetto di dittatura del proletariato: per Kautsky tale dittatura si sarebbe avuta quando il partito socialista avesse vinto le elezioni e avesse governato da solo, senza compromessi con i partiti borghesi, per modificare le strutture economiche in senso socialista, ovviamente indicendo nuove elezioni ad ogni scadenza e quindi sottomettendosi regolarmente al giudizio del popolo. Per i teorici del bolscevismo, invece, la dittatura del proletariato non poteva non fondarsi sulla violenza e non poteva essere vincolata da leggi.
Inoltre Kautsky criticava come pura ideologia l'autoproclamazione che faceva il Partito Comunista bolscevico di essere l'"avanguardia del proletariato": e perciò considerava la Rivoluzione d'Ottobre non una rivoluzione proletaria, ma un mero putsch di un partito, che non voleva sottoporsi alla verifica elettorale.
Una simile dittatura di partito, in quanto dittatura di una minoranza, non avrebbe mai potuto modernizzare un paese, ma solo costruire un apparato repressivo per mantenersi al potere. E in Terrorismo e Comunismo Kautsky definì il regime Sovietico dal punto di vista sociopolitico una dittatura della nuova classe dei burocrati, e sotto l'aspetto economico un capitalismo di stato.

### La rivoluzione tedesca
Quando la rivoluzione di novembre pose fine alla monarchia tedesca e venne proclamata la Repubblica, con un governo formato dalla SPD e dall'USPD, Kautsky indicò subito come obiettivi la democratizzazione dello stato e la socializzazione dell'economia.
Fu perciò nominato presidente della commissione per la socializzazione, che avrebbe dovuto formulare proposte per la realizzazione della socializzazione, da sottoporre all'approvazione del parlamento. Kautsky propose di nazionalizzare le risorse naturali (miniere, terre e boschi), nonché le banche e le assicurazioni. Ma in effetti il lavoro della commissione non ebbe alcuna applicazione pratica.
Quando nel gennaio 1919 la Lega Spartachista fu repressa duramente dall'esercito agli ordini di Gustav Noske, Kautsky commentò che gli spartachisti avevano sopravvalutato le proprie forze e che la loro fine era inevitabile.
Nel 1922 l'USPD, con gran gioia di Kautsky, si riunì all'SPD. Tuttavia nel 1923 l'ormai anziano politico tornò a vivere in Austria.

### L'ascesa del nazismo
Per tutti gli anni venti Kautsky ritenne il nazismo un movimento irrazionale incapace di andare al potere. D'altro canto riteneva la società tedesca,
ed in particolare il proletariato, abbastanza solida da respingere ogni tentativo nazista, come aveva già fatto in occasione del putsch di Kapp e del putsch di Monaco. Se in Italia il fascismo era invece riuscito a prendere il potere, questo dipendeva dal fatto che l'Italia fosse un paese socialmente arretrato.
Poiché riteneva il bolscevismo un male analogo ai fascismi, Kautsky si oppose sempre alla politica del fronte unito con i bolscevichi, sia nel 1932-33 che all'epoca dei fronti popolari: riteneva impossibile un'alleanza fra democrazia e dittatura.
Anche quando il nazismo salì al potere Kautsky si ostinò a ritenere che fosse un fenomeno passeggero. In effetti riteneva che l'irrazionalità intrinseca al nazismo non ne facesse l'ideologia più efficiente neanche per i capitalisti.
Kautsky non poté tuttavia verificare la correttezza della sua tesi: in seguito all'Anschluss dovette emigrare ad Amsterdam, dove morì il 17 ottobre 1938.

## Giudizi critici
Il giudizio prevalente su Kautsky è quello divulgato dai bolscevichi di varie aggregazioni secondo cui egli fu un importante teorico del marxismo fino a quando non si oppose alla rivoluzione bolscevica, allora divenne "il rinnegato Kautsky". Il comunista non bolscevico Karl Korsch considerò in generale Kautsky un mistificatore del marxismo.
Il politologo Erich Matthias ha definito quella di Kautsky un'"ideologia dell'integrazione" nel sistema guglielmino, benché egli si atteggiasse a rivoluzionario.
All'opposto il figlio Benedikt Kautsky lo definì un sistematore organico del marxismo.
Hermann Brill e Massimo Luigi Salvadori ritengono che Kautsky, pur credendo di essere l'ortodosso sistematore del marxismo, in realtà andò oltre e adattò il marxismo alle suggestioni del suo tempo, in particolare al darwinismo e al liberalismo.

## Opere
- Der Einfluß der Volksvermehrung auf den Fortschritt der Gesellschaft 1880.
- Karl Marx' ökonomische Lehren 1887.
- Friedrich Engels 1887.
- Thomas More und seine Utopie, Stuttgart, Dietz, 1888.
- Die Klassengegensätze von 1789: Zum hundertjährigen Gedenktag der großen Revolution 1889.
- Das Erfurter Programm in seinem grundsätzlichen Teil erläutert 1892.
- Die Vorläufer des neueren Sozialismus 1895. (2 Bände)
- Die Agrarfrage: Eine Übersicht über die Tendenzen der modernen Landwirthschaft und die Agrarpolitik der Sozialdemokratie (La questione agraria) 1899.
- Bernstein und das Sozialdemokratische Programm: Eine Antikritik (Bernstein e il programma social-democratico) 1899.
- Die Soziale Revolution (La rivoluzione sociale) 1902.
- Ethik und materialistische Geschichtsauffassung (Etica e concezione materialistica della storia) 1906.
- Der Ursprung des Christentums 1908.
- Der Weg zur Macht (La strada per il potere) 1909.
- Der Imperialismus 1914. In: Die Neue Zeit, 1914/2.
- Nationalstaat, imperialistischer Staat und Staatenbund 1915.
- Elsaß-Lothringen. Eine historische Studie Dietz, Stuttgart 1917.
- Die Diktatur des Proletariats 1918.
- Terrorismus und Kommunismus. Ein Beitrag zur Naturgeschichte der Revolution 1919.
- Die Internationale 1920.
- Die proletarische Revolution und ihr Programm 1922.
- Die materialistische Geschichtsauffassung (La concezione materialista della storia) 1927. (2 voll.)
- Krieg und Demokratie 1932. (3 voll.)
- Erinnerungen und Erörterungen 1960.

### Opere pubblicate in Italia
- Socialismo e malthusianismo. L'influenza dell'aumento della popolazione sul progresso della società, Milano, F.lli Dumolard, 1884.
- La difesa del lavoratore e la giornata di otto ore, Cremona, Tipografia sociale, 1894.
- La libertà nel socialismo, Milano, Uffici della Critica sociale, 1895.
- Le dottrine economiche di Carlo Marx, Torino, Fratelli Bocca, 1898.
- Per la democrazia socialista. Chi siamo e dove andiamo, Roma, Tipografia dell'Avanti, 1899.
- La rivoluzione sociale, Lodi, Tip. Nuova, 1902.
- La politica e le organizzazioni operaie, Genova, Libreria Moderna, 1903.
- Il partito socialista e la Chiesa cattolica, Siena, C. Alessandri, 1904.
- Il programma socialista. Principii fondamentali del socialismo, Milano, Critica Sociale, 1908.
- La via al potere. Considerazioni politiche sulla maturazione della rivoluzione, Bari, Laterza, 1909.
- La guerra e l'internazionale, Milano, Avanti, 1918.
- Terrorismo e comunismo, Torino, F.lli Bocca, 1920.
- La dittatura del proletariato, Milano, Società editrice Avanti, 1921.
- Socialismo e colonie, Città di Castello, Il Solco, 1921.
- La socializzazione della terra, Milano, Società editrice Avanti, 1921.
- Etica e concezione materialistica della storia, Milano, Feltrinelli, 1958.
- La questione agraria, Milano, Feltrinelli, 1959.
- L'origine del cristianesimo, Roma, Samona e Savelli-La nuova sinistra, 1970.
- Il programma di Erfurt, Roma, Samona e Savelli, 1971.
- Introduzione al pensiero economico di Marx, Bari, Laterza, 1972.
- Teoria delle crisi, Rimini-Firenze, Guaraldi, 1976.
- La questione coloniale. Antologia degli scritti sul colonialismo e sull'imperialismo, Milano, Feltrinelli, 1977.
- L'imperialismo, Roma-Bari, Laterza, 1980.